# Colchón
El colchón es una pieza almohadillada y flexible que se coloca sobre la cama y se utiliza para dormir. El colchón relleno de lana llegó a Europa tras las Cruzadas, cuando los europeos adoptaron la costumbre árabe de dormir sobre cojines. El nombre deriva del latín culcĭta, colcha, cobertura de cama. 

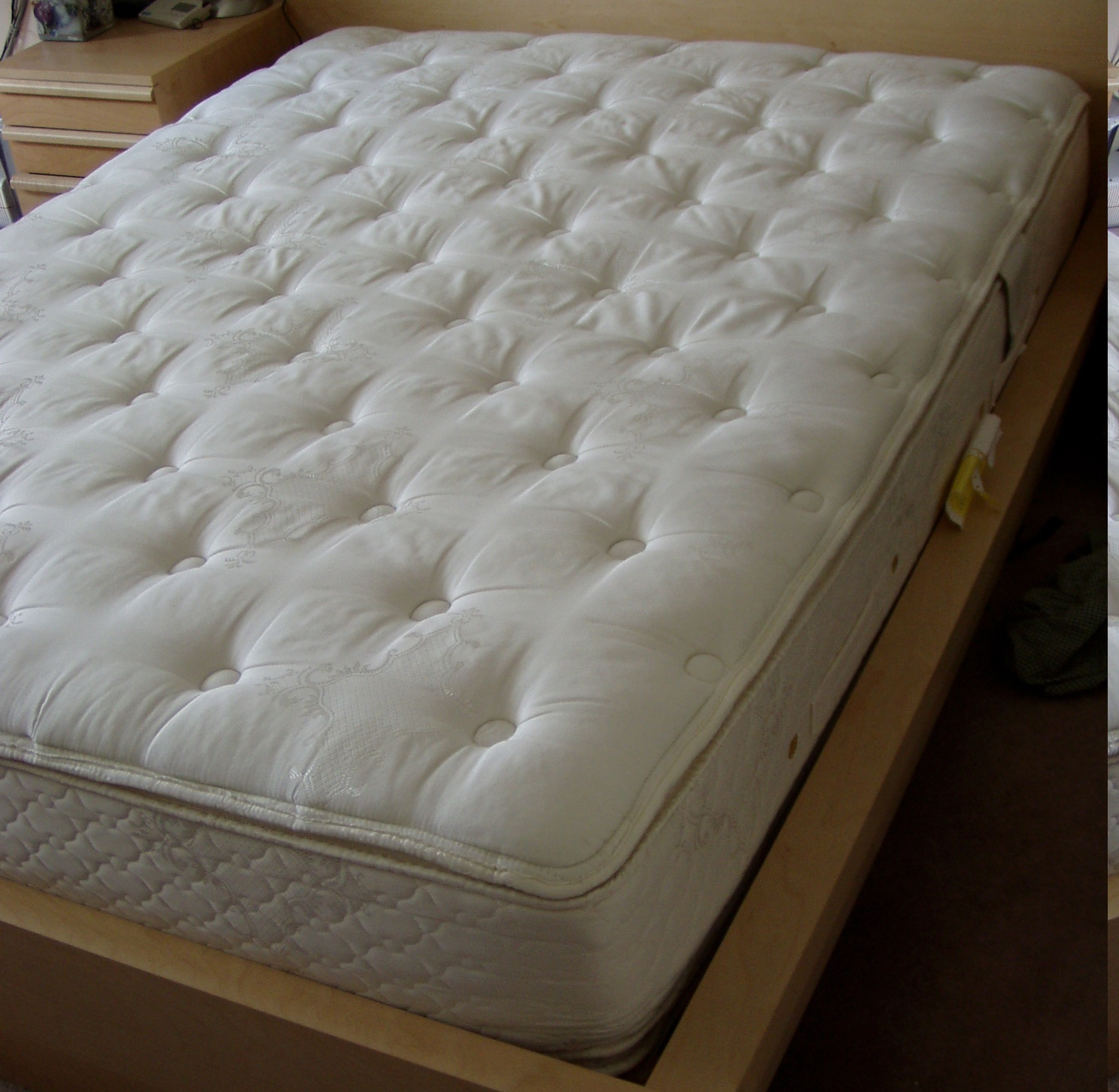
Colchón

## Historia

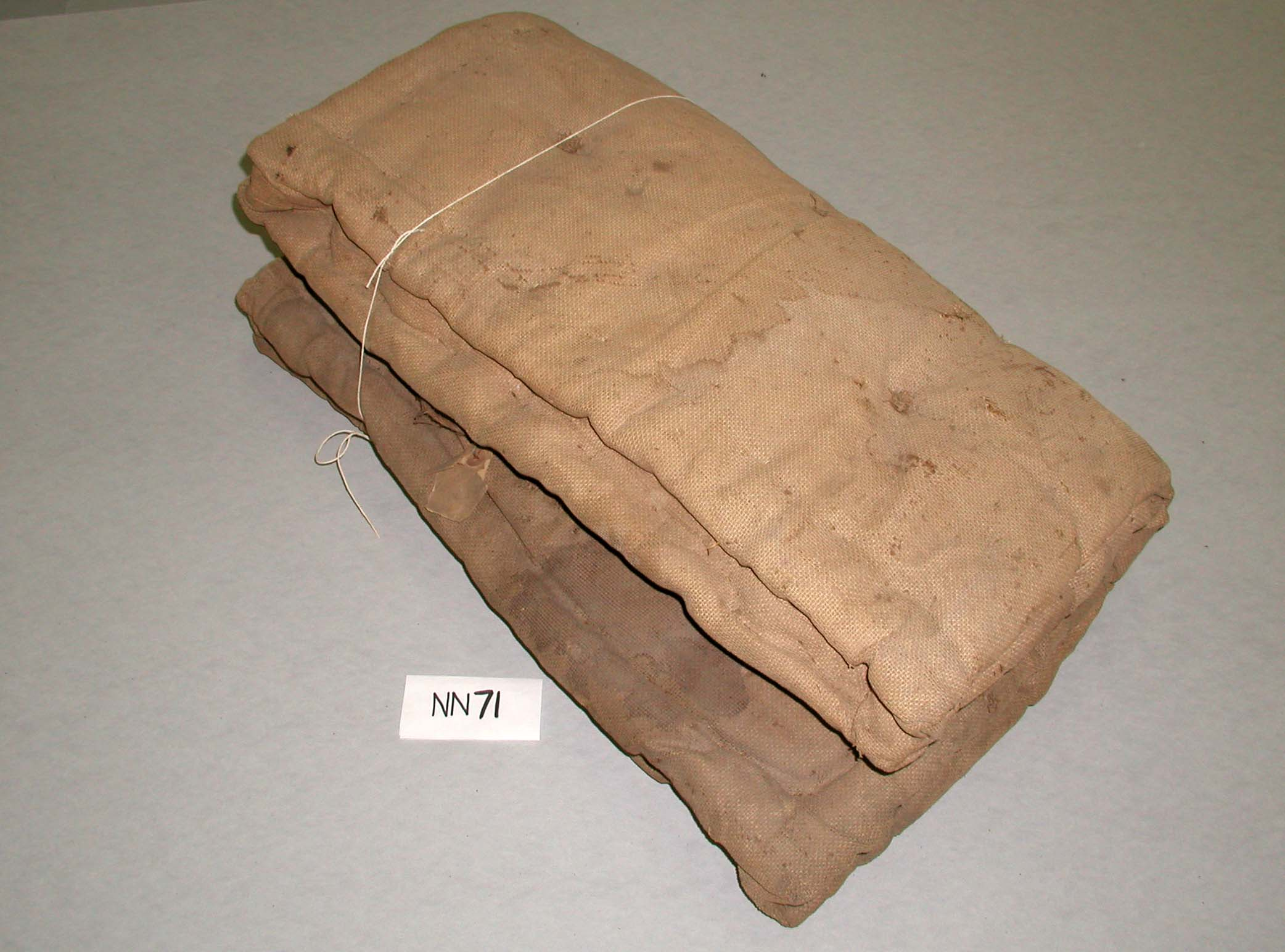
Colchón de paja

Antiguamente, los colchones constaban de una funda rellena de materiales orgánicos como paja, lana, hojas, etc. que eran nido de pequeños insectos (ácaros, pulgas, chinches) por lo que había que ventilarlos y airearlos periódicamente. Los colchones de lana fueron populares en Europa hasta bien entrado el siglo XX. En algunos países, existía la figura del colchonero que era un profesional que viajaba de pueblo en pueblo aireando, rellenando y ahuecando los colchones de lana.
En el siglo XVI se lanzó en Francia el colchón de aire que gozó de un limitado periodo de éxito, al igual que en el siglo XVII en Londres. A principios del siglo XVII aparecieron en Inglaterra los primeros colchones de muelles. El problema es que, al tratarse de muelles cilíndricos, no se comprimían, sino que se vencían hacia el frente y los laterales. 
A mediados de la década de 1850 se comenzaron a fabricar, todavía de forma artesanal, muelles cónicos que facilitaban su compresión vertical. Uno de los colchones más populares en Estados Unidos fue lanzado en 1925 por el fabricante Zalmon Simmons y se denominó Beautyrest.

## Medida de colchones
Depende el país, el tamaño de la cama pueda ser muy diferente o similar con varias medidas de colchones como cada país usa su propio estándar.

## Tipos de colchones

### Colchón de lana

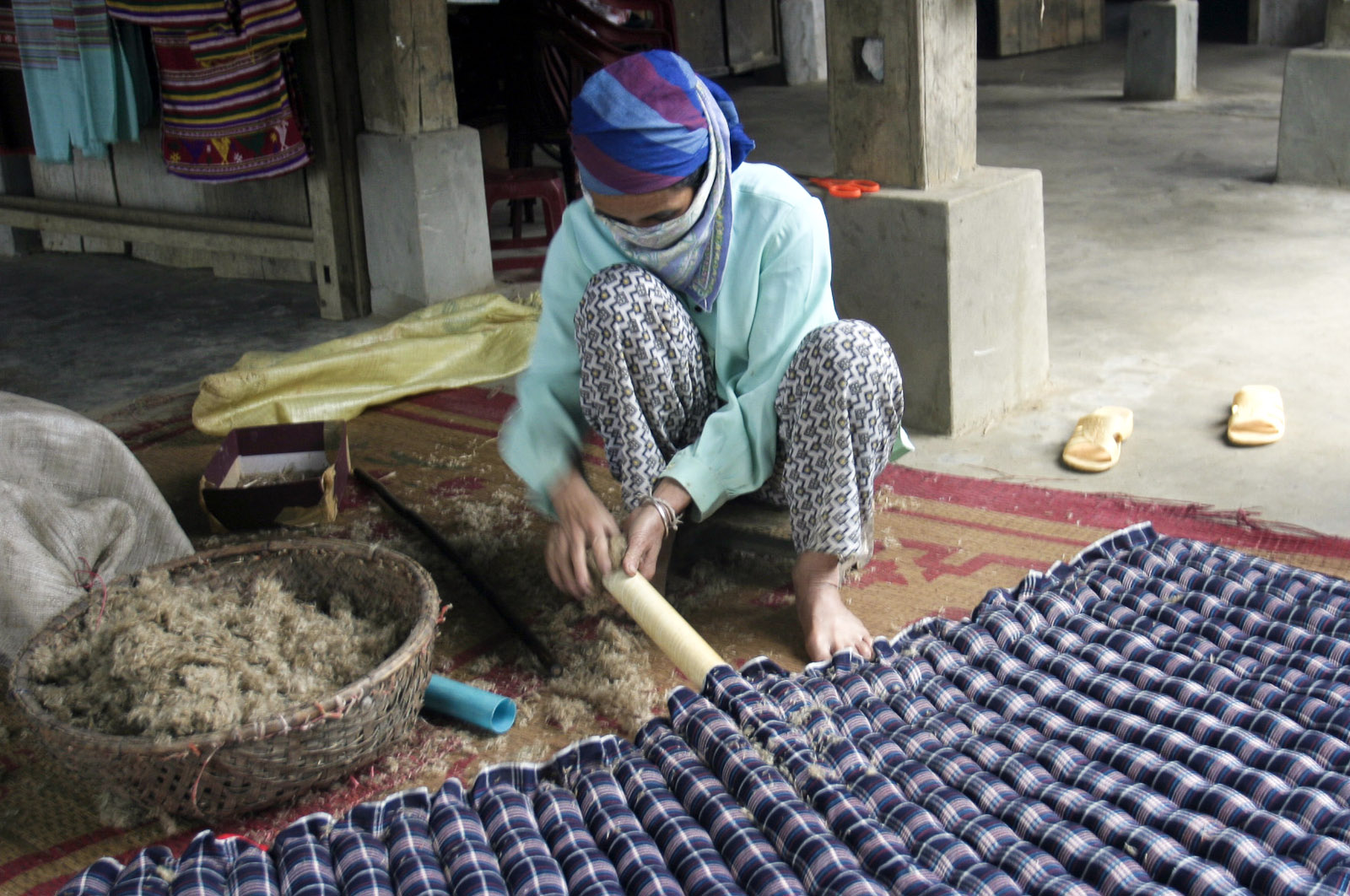
Colchonera rellenando un colchón de lana

Muy popular en las provincias Americanas de España y en Europa desde el tiempo de las Cruzadas hasta bien entrado en siglo XX, el colchón de lana fue la alternativa más común para las clases populares.
La fabricación de este colchón consistía en formar primero las tapas con un material textil grueso y luego subdividirlo en cámaras longitudinales de alrededor de 30 cm de diámetro. La lana era lavada, escarmenada y clasificada antes de introducirla a cada una de las cámaras. La lana se metía a presión y a fuerza de brazo por cada cámara hasta lograr un colchón con superficie relativamente uniforme, muy pesados, de buena cualidad térmica pero poco resilientes. Este tipo de colchones desapareció a fines de los años 70 en las comunidades rurales latinoamericanas; aunque aún hay comunidades aisladas que los hacen de este modo.
Tiene la desventaja de que es altamente alergénico, por lo que no deben ser usados por quienes presenten cuadros de asma y/o alergias.

### Colchón de plumas
Todavía muy apreciados y vigentes, los colchones de rellenos de plumas de ave son muy apetecidos por sus especiales cualidades de resiliencia o flexoelásticas, en especial el colchón de pluma de ganso (o de cisne) y el de pluma de pato. Las plumas de ganso brindan cualidades únicas de flexoelasticidad debido a su forma arqueada, por lo que los colchones poseen propiedades térmicas que los hacen muy apreciados en los climas fríos.
Las plumas de ganso son subproductos de mataderos de aves, y en algunos países son criadas como aves de corral en espera de la natural muda de plumajes, cuando son recolectadas. Son colchones de alto costo por ende. Los colchones a base de pluma de gallina no presentan buenas cualidades flexoelásticas ni térmicas, por lo que no se utilizan actualmente.

### Colchón de aire

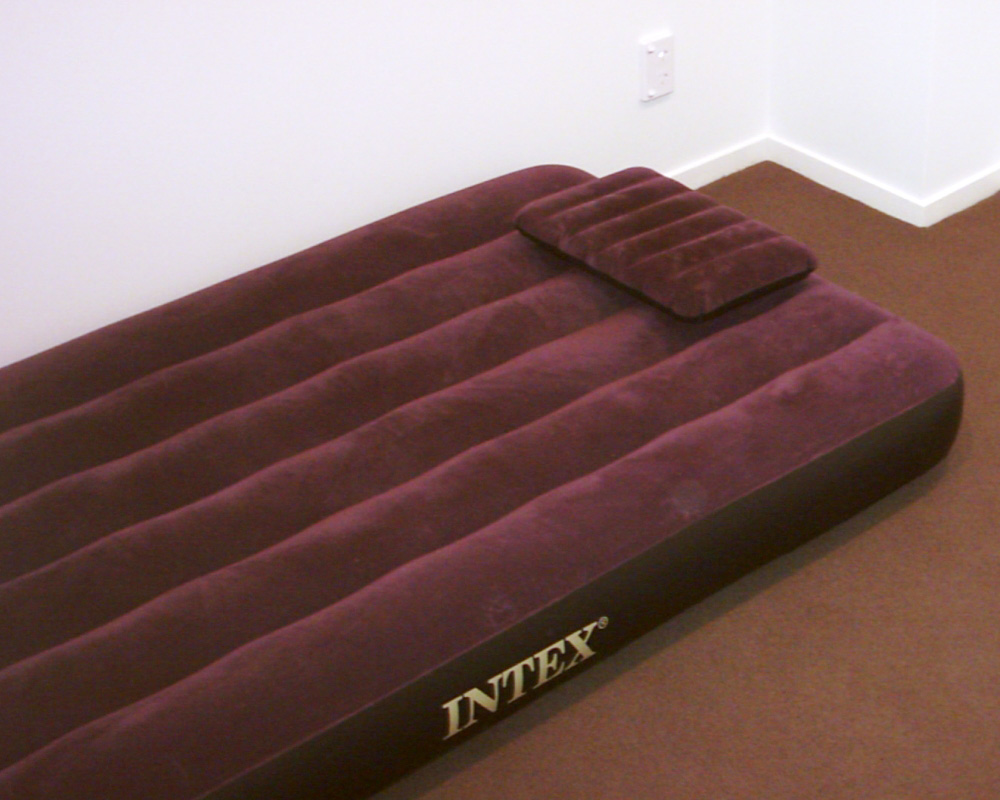
Colchón de aire

Son colchones modernos, actualmente en uso extendido para campings. Son literalmente bolsas rectangulares que se llenan con aire. La flexibilidad o dureza se logra quitando o agregando aire al interior. Si se llenan con aire completamente al límite, resultan colchones algo duros y de cierta resiliencia, pero son muy livianos y fáciles de guardar una vez vacíos.

### Colchón de materiales vegetales
Muy utilizados en las culturas de Japón, China y Corea, son colchones muy delgados a base de fibras naturales como el tatami, la totora y el arroz. No tienen resiliencia y brindan una escasa cualidad flexoelástica al cuerpo en reposo; no obstante, parece ser que estas culturas tienen menores índices de deformaciones en la columna vertebral debido a su rigidez que las occidentales.

### Colchón de muelles

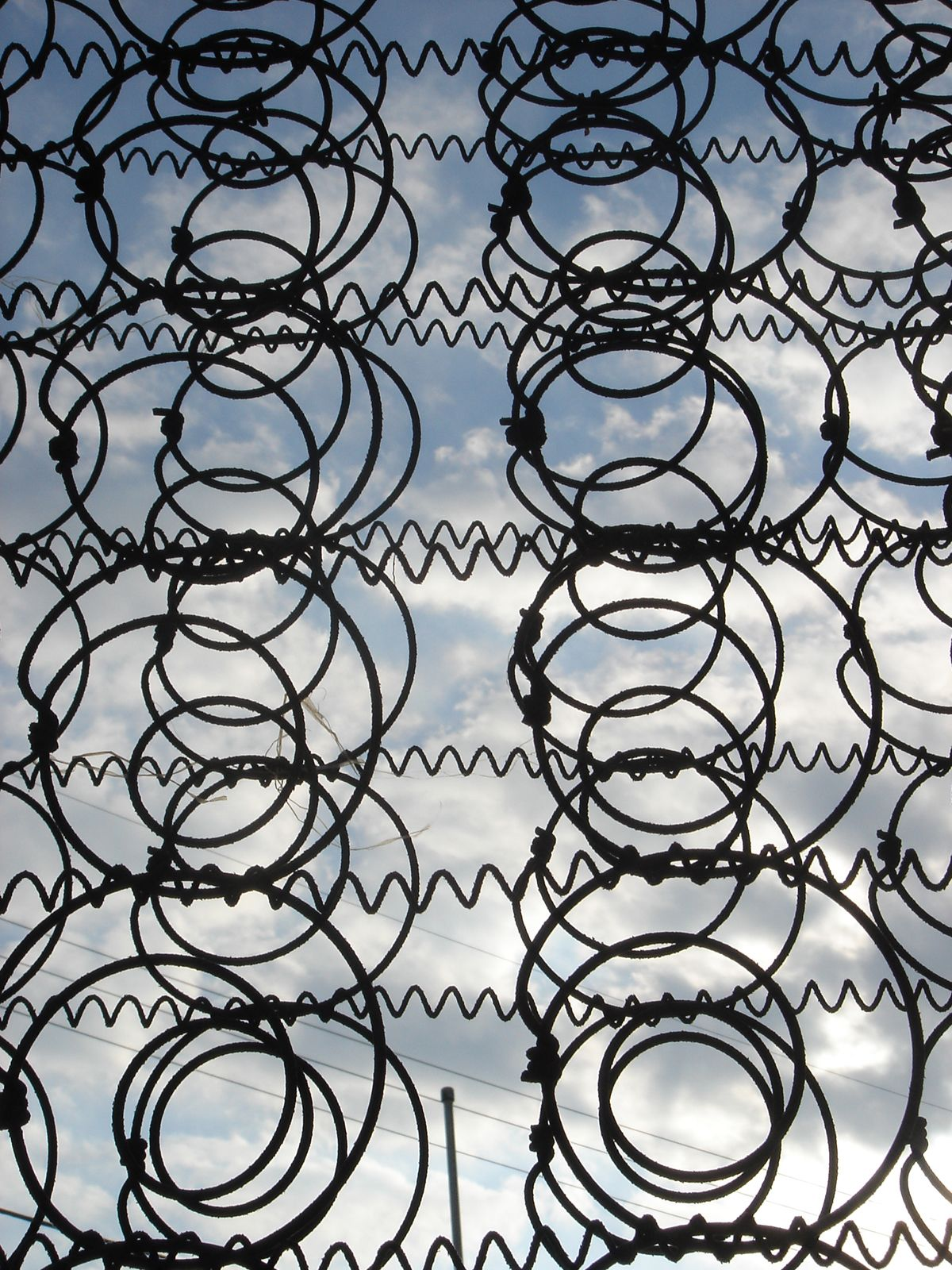
Muelles bicónicos

Es el más habitual. Su núcleo consiste en una carcasa compuesta por muelles fabricados con alambre de hierro de un espesor de alrededor de dos milímetros. Estos se fijan en la parte superior e inferior a una varilla de contorno de acero. La carcasa se suele proteger mediante un manto de fibras a la que se puede añadir una plancha de espuma de poliuretano. En sus esquinas se encajan cantoneras de espuma para dotarle de mayor consistencia.
Sobre ella, se colocan las tapas. La tapa está compuesta por una tela de variado material y diseño (damasco, piqué, etc.) que se acolcha con una o varias planchas de espuma de poliuretano o, más recientemente, de látex. A la postre, la firmeza del colchón dependerá de la altura de la carcasa, así como del número y densidad de planchas amortiguadoras que contenga. Las platabandas laterales también se acolchan en la misma tela y se cosen a las tapas por medio de burletes. En las platabandas, se practican orificios o se insertan válvulas de ventilación que permiten la circulación del aire durante la noche. 
El colchón se puede reforzar suplementando material (manto de fibras, plancha de espuma, etc.) en determinadas zonas. Así se hace ocasionalmente en el tercio lumbar y más raramente en la zona cervical y podal.
Existen diferentes variantes según la configuración de los muelles:
- Muelles bicónicos o Bonell. Los muelles presentan una forma de doble cono (es decir, se estrechan por el centro) que se adaptan mejor al peso de las diferentes partes del cuerpo. Es la llamada carcasa tipo Bonell.
- ]Muelles cilíndricos o ensacados. Los muelles tienen forma de cilindro. Suelen ir ensacados para evitar sonidos molestos a causa del rozamiento.
- Carcasa compacta. Se fabrica con alambre de hierro que atraviesa la estructura en forma de zigzag. A lo largo de todo el perímetro, se colocan muelles romboidales, lo que confiere una mayor firmeza y rigidez al colchón.

### Colchón de agua
El uso del colchón de agua está muy poco extendido pero es ofertado por diferentes fabricantes, influenciando su gran peso de 1 a 2 toneladas como un factor en contra. El núcleo consta de un conjunto de módulos estancos rellenos de agua. El primer colchón de agua apareció ya en el 3600 a. C. en Persia, formado por cueros llenos de agua.

### Colchón de látex

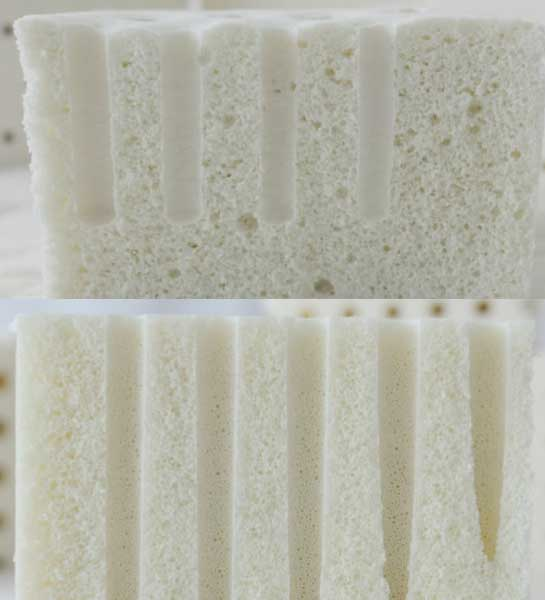
Diferencia entre látex dunlop y talalay

Se compone de un bloque de látex envuelto en una funda acolchada. La obtención de dicho bloque se consigue al espumar el líquido obtenido del árbol Hevea brasiliensis, abundante en Malasia.
El bloque toma forma del molde de diferentes fabricantes. Generalmente, dispone de orificios que permiten la circulación del aire y que se distribuyen de modo desigual sobre la superficie para crear diferentes zonas de confort. El látex se adapta al cuerpo de manera más uniforme que los muelles, por lo que se considera una evolución de este tipo de colchón. Otro uso del látex se da como sustitución de las planchas de poliuretano de los colchones tradicionales, proporcionando así una fórmula mixta de descanso. La adaptabilidad del látex hace a los colchones idóneos para combinarlos con somieres abatibles o camas eléctricas. 
Existen varios tipos de látex, de lo que depende la calidad del colchón.
1. Sintético: se obtiene a partir de una formulación sintética del látex.
2. Mezcla: va desde el 20 % de látex, a un 50 % del mismo, combinado con espumas. Generalmente son menos propensos a desarrollar humedad y son menos pesados que los de látex natural.
3. Natural: se considera natural cuando en un 85 % es látex y el resto espumas u otros tipos de materiales, generalmente, aditivos utilizados para el transporte a Europa del líquido obtenido en Malasia.

Es muy importante tener en cuenta que la legislación en España permite etiquetar a los dos primeros tipos de látex como Látex 100 %, lo cual habitualmente lleva a engaño, ya que se trata de productos que son sintéticos en su mayor parte.
En el caso del látex natural, por lo general de coste más elevado, puede ser etiquetado como tal cuando supera el 85 % de materia natural. Las principales pegas es que el látex debe ser aireado al menos dos veces en semana y si el porcentaje de látex natural es muy alto, el colchón resulta muy pesado para moverlo, se degrada antes que el sintético y es más dado a desarrollar moho. Esta es la razón principal por la que los fabricantes recomiendan el uso de los colchones de látex con bases de cama que permitan la ventilación, como los somieres, mientras que se desaconsejan las bases o canapés tapizados.

### Colchón de espuma

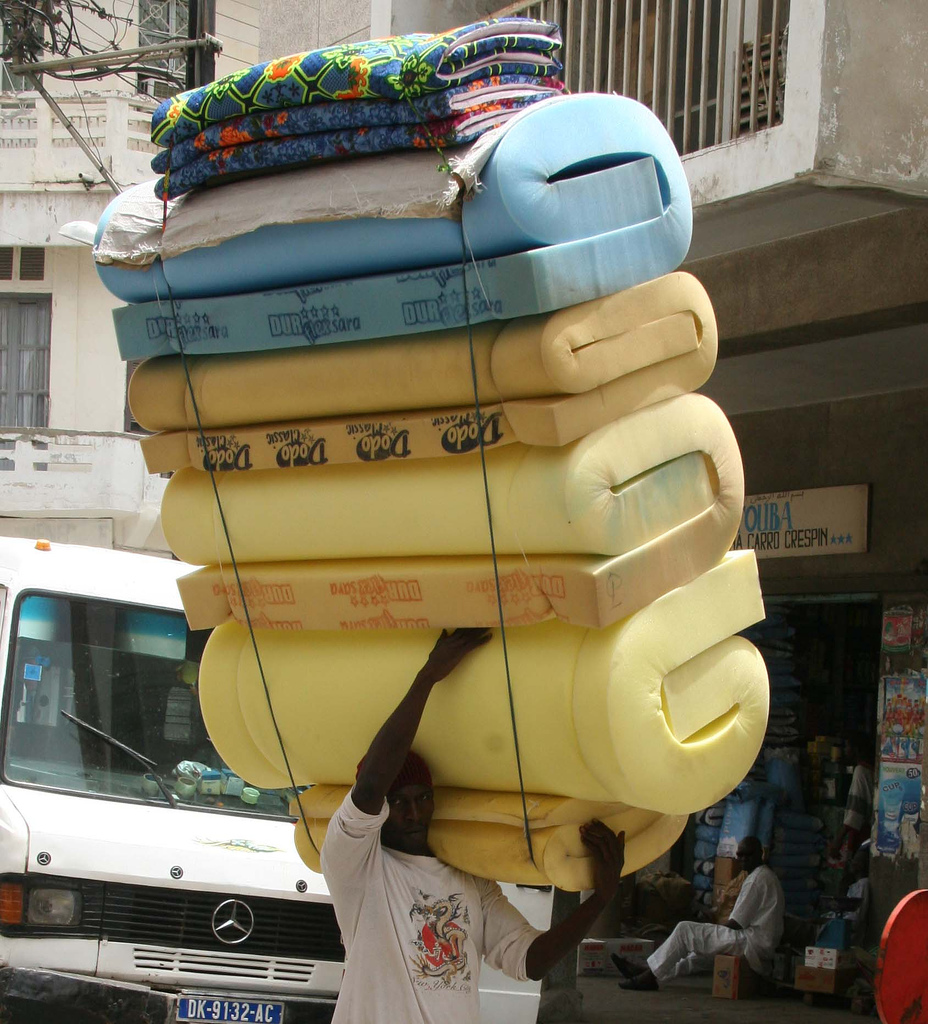
Bloques de espuma y fundas para montar los colchones

Se compone de un bloque de espuma de poliuretano de densidad variable (40kg, 50 kg, etc.) enfundado en una tela, generalmente de algodón.

### Colchón de espuma viscoelástica

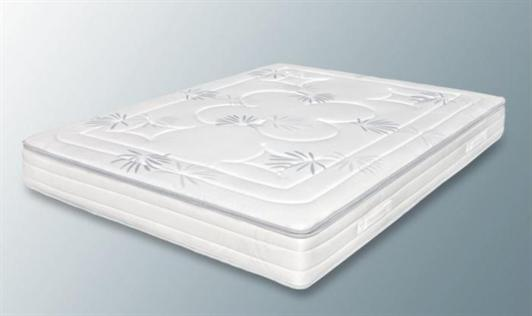
Colchón viscoelástico

El material viscoelástico (poliuretano flexible) fue desarrollado por la NASA con unas propiedades únicas e innovadoras para aliviar la presión del cuerpo. Este tipo de material sintético nació como resultado directo del programa espacial en los años sesenta, aunque fue a principios de los 90 cuando los investigadores consiguieron incorporarlo al uso doméstico. El material viscoelástico (también llamado viscolástica, viscolastic, viscoelástica, etc.) incorporado en artículos del descanso, en un principio se utilizaba sobre todo en hospitales, pero en los últimos años su comercialización se ha generalizado tanto que este tipo de colchón ya se encuentra en muchos hogares. 

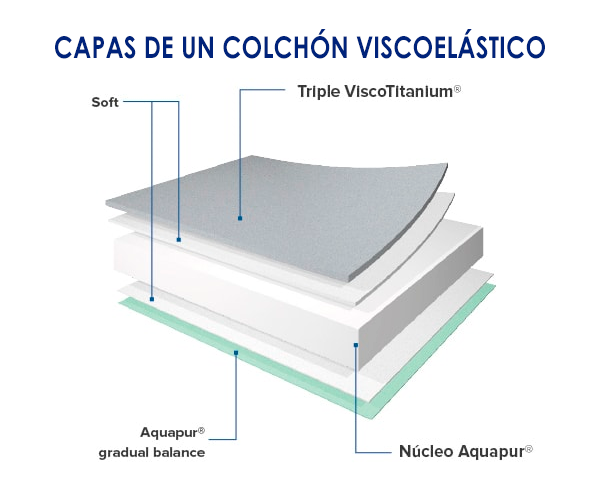
Colchón viscoelástico

Entre las propiedades del material viscoelástico destaca su gran adaptabilidad y su grado de firmeza medio.
Los colchones de espuma viscoelástica se componen de varias partes de densidad variable realizados con una espumación llamada de alta resiliencia o HR (High Resilence), desde 18 kg/m³ en las gamas más básicas y llega hasta 90 kg/m³, dependiendo de la firmeza que desee el durmiente. Esta densidad determina que el colchón sea más blando o más duro. Por eso, una densidad media es más adecuada que una muy blanda o demasiado dura. En el primer caso puede resultar en un soporte insuficiente para el cuerpo y la alineación saludable de la columna y, en el segundo caso, la dureza del material puede hacer que la ingravidez, propia de este material, desaparezca, además de que la transpirabilidad sea casi nula, puesto que esa alta densidad no permite que el poro apenas esté abierto para que el aire circule.
Los colchones con espuma viscoelástica tienen la particularidad de que se adaptan muy bien al contorno del cuerpo evitando los dolores de espalda. Son usados con mayor frecuencia en el cuidado de personas adultas o con alguna discapacidad física que no les permite moverse y deben permanecer recostado por largos periodos de tiempo.

### Colchoneta

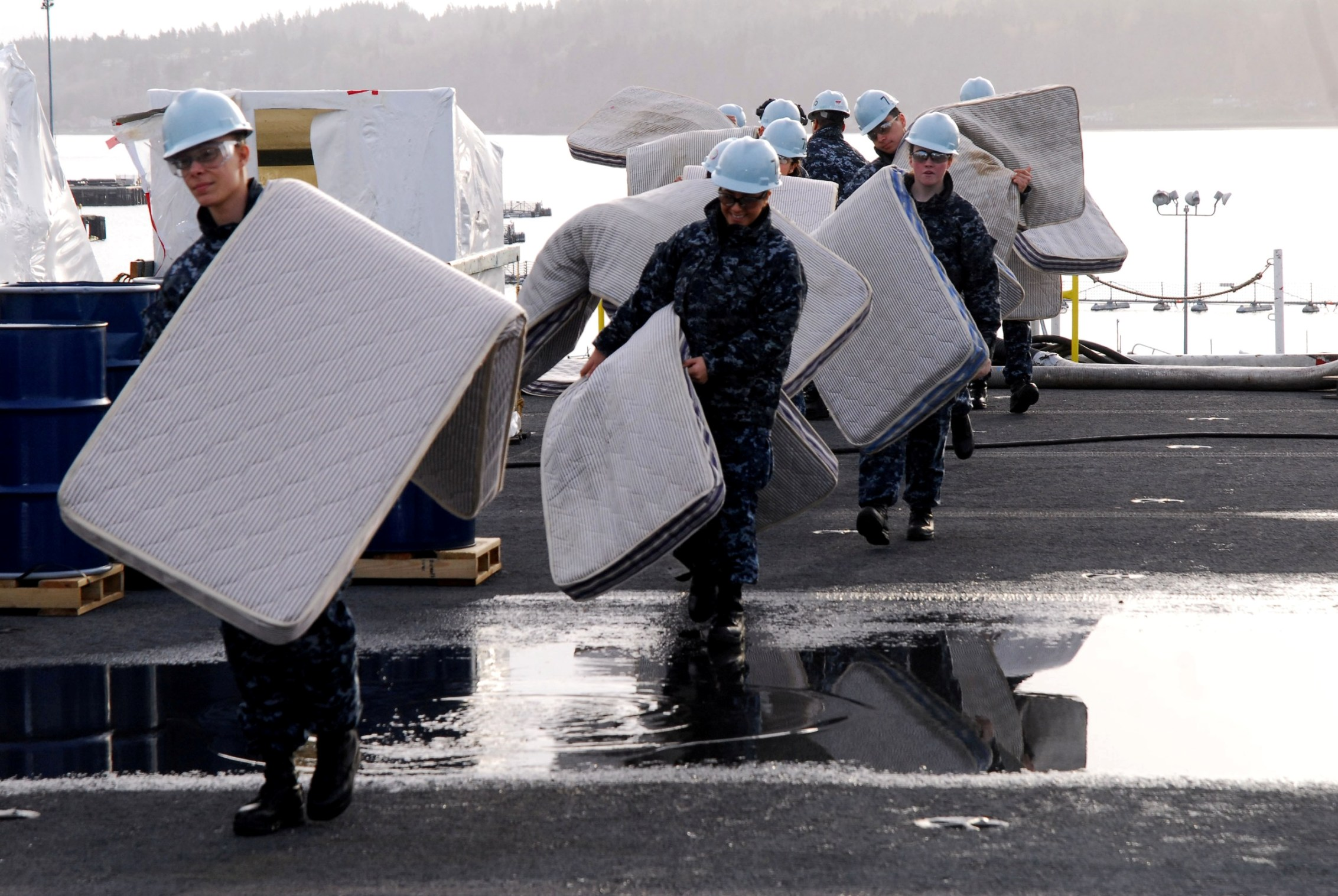
Soldados transportando colchonetas

Es un colchón de pequeñas dimensiones. La colchoneta es más baja que el colchón (unos 10 cm de altura), pueden ser de una o dos personas.
El proceso de fabricación es similar al de un colchón, pero se utiliza una carcasa más baja y se economiza en el número de componentes empleados: planchas de espuma, válvulas de aireación, etc. Al igual que éstos puede ser de espuma, muelles, látex, etc.
Se considera un producto de gama media-baja, dado que es más barata que un colchón. Se comercializa para segmentos juveniles y se utiliza en albergues, campamentos, campings, etc. También es lo indicado para colocar en la parte inferior de las camas nido.
Se llama también colchoneta al colchón de plástico hinchable que se usa para tumbarse en las playas, piscinas, etc. Se utiliza mayoritariamente por niños y jóvenes como divertimento en periodo vacacional. También existe la colchoneta deportiva, la cual es utilizada principalmente para clases de gimnasia en los colegios.
En varios países, especialmente en Argentina, se denominan colchonetas a las que en España son llamadas esterillas aislantes.

### Colchones especiales
Según su destino, algunos colchones requieren especiales características de fabricación, bien por imposición legislativa bien por sus requisitos de uso. Así los destinados a prisiones o transporte público (coches-cama) se fabrican con materiales ignífugos. Por su parte, a los que utiliza la marina se les aplica un tratamiento antioxidación en los muelles.

### Colchones para bebés
El colchón de viscoelástica no es adecuado para el descanso de nuestros bebés, pues la densidad de este tipo de espumas (que se activan por peso/temperatura) no se amolda al cuerpecito ni elimina los puntos de presión en cabeza, hombros y caderas, lo que se convertiría en una superficie demasiado rígida para nuestros bebés. Además, como es un tipo de espuma que tiene menos transpirabilidad, se corre el riesgo de problemas de respiración, incluyendo muerte súbita.
Este tipo de colchones debe tener un tratamiento especial de impermeabilización y ser a prueba de manchas a fin de evitar incidentes, ya que los bebés no controlan los esfínteres sino normalmente hacia los 18 meses (aunque ello no es un patrón fijo).

### Colchones sanitarios y antiescaras

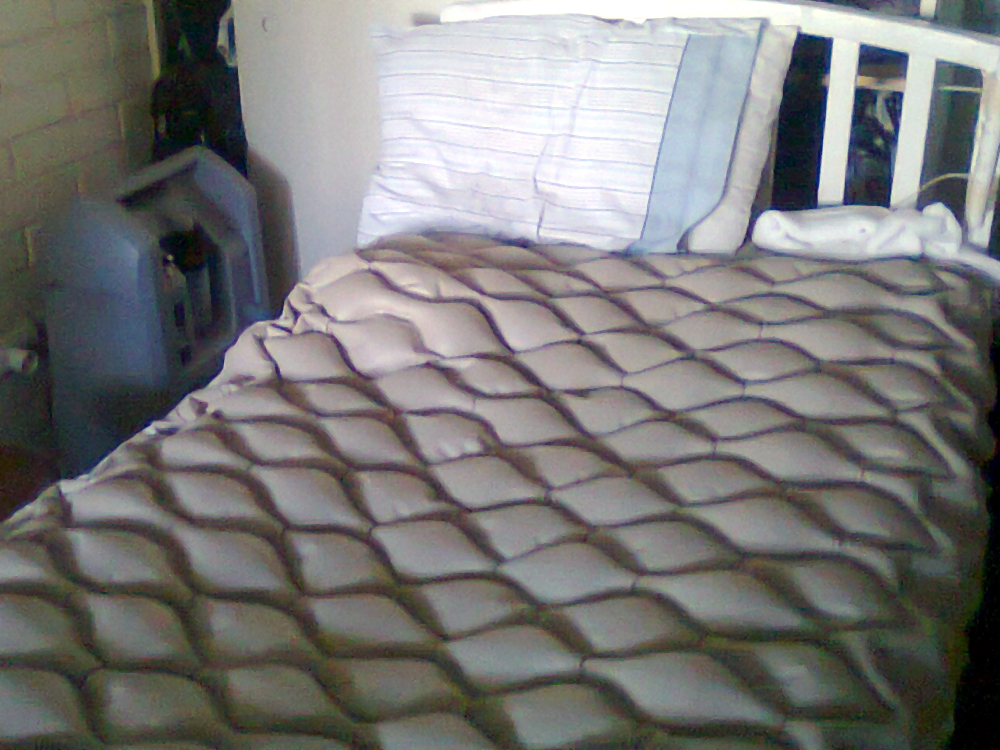
Un colchón antiescaras inflable. Las bolsas de aire se inflan y se desinflan alternadamente con la ayuda de una bomba de aire eléctrica.

Se conocen por antiescaras los colchones que están formados por materiales adaptables que no ejercen presión en el cuerpo, de forma que se previene la aparición de escaras en el durmiente. Este tipo de colchones están especialmente pensados para personas cuyas necesidades de salud les obligan a permanecer largo tiempo en reposo, y por el roce que el equipo de descanso ejerce en ciertos puntos del cuerpo, puede producirse la aparición de llagas o escaras. 
En un principio estos colchones se utilizaban en centros hospitalarios y geriátricos, pero hoy en día ya pueden adquirirse de forma particular, pues las ventajas de los nuevos materiales de adaptación han ampliado su uso y comercialización. Este tipo de colchones normalmente se combinan con somieres articulados especiales que facilitan la movilidad del paciente en su equipo de descanso, así como las tareas de los cuidadores.
Existen distintos tipos de colchones antiescaras según su composición: colchones de espumaciones adaptables como el material viscoelástico, de látex, de espumas HR o de aire.

## Ventajas e inconvenientes de los nuevos materiales
Una de las necesidades primordiales del cuerpo humano es descansar ya que, cuanto más profundo y sin interrupciones sea el descanso, mayor será el efecto reparador y renovador del sueño. Hay varias causas que evitan obtener un sueño de calidad interrupiendo la fase REM (Rapid Eye Movement) del sueño. Una de ellas es la presión que ejerce la superficie de descanso sobre nuestro cuerpo, hasta el punto de obligarnos a cambiar de postura una y otra vez. Ese movimiento provoca un microdespertar que nos hace salir de la fase de sueño profundo.
La adaptabilidad de algunos materiales (viscoelástico) elimina la presión de la superficie de descanso sobre el cuerpo, permitiendo mantenerse más tiempo en la fase óptima del descanso. No obstante, hay que tener en cuenta que el sueño, según los especialistas, es una fase activa y necesita una serie de movimientos "naturales" durante el mismo; por esto es conveniente evitar superficies de descanso que provoquen la sensación de encajonamiento ya que, la necesidad natural de movimiento del cuerpo, al verse impedida provoca también el abandono súbito de la fase REM del sueño. Los especialistas en descanso han comprobado que el colchón óptimo para descansar no debe ser ni duro ni blando. 
El material viscoelástico moderno y de buena calidad está formado por células abiertas y permite que el aire circule libremente, es por ello que el (viscoelástico) moldeado o de célula cerrada en ocasiones puede incrementar la sensación de calor en el lecho. Esta premisa suele ser más certera en productos de gama básica que se anuncian como material viscoelástico pero que no tienen los tratamientos necesarios para que se adapten saludablemente al durmiente. En el caso del material espumado, también llamado de célula abierta, presenta una estructura en forma de nido de abeja, lo que garantiza la ausencia de calor en el colchón; además, para garantizar una higiene máxima en el descanso, y gracias a los avances tecnológicos de investigación y desarrollo, los materiales incluyen tratamientos antiácaros, antibacterias y antihongos, útiles durante toda la vida del colchón.

## Distribución

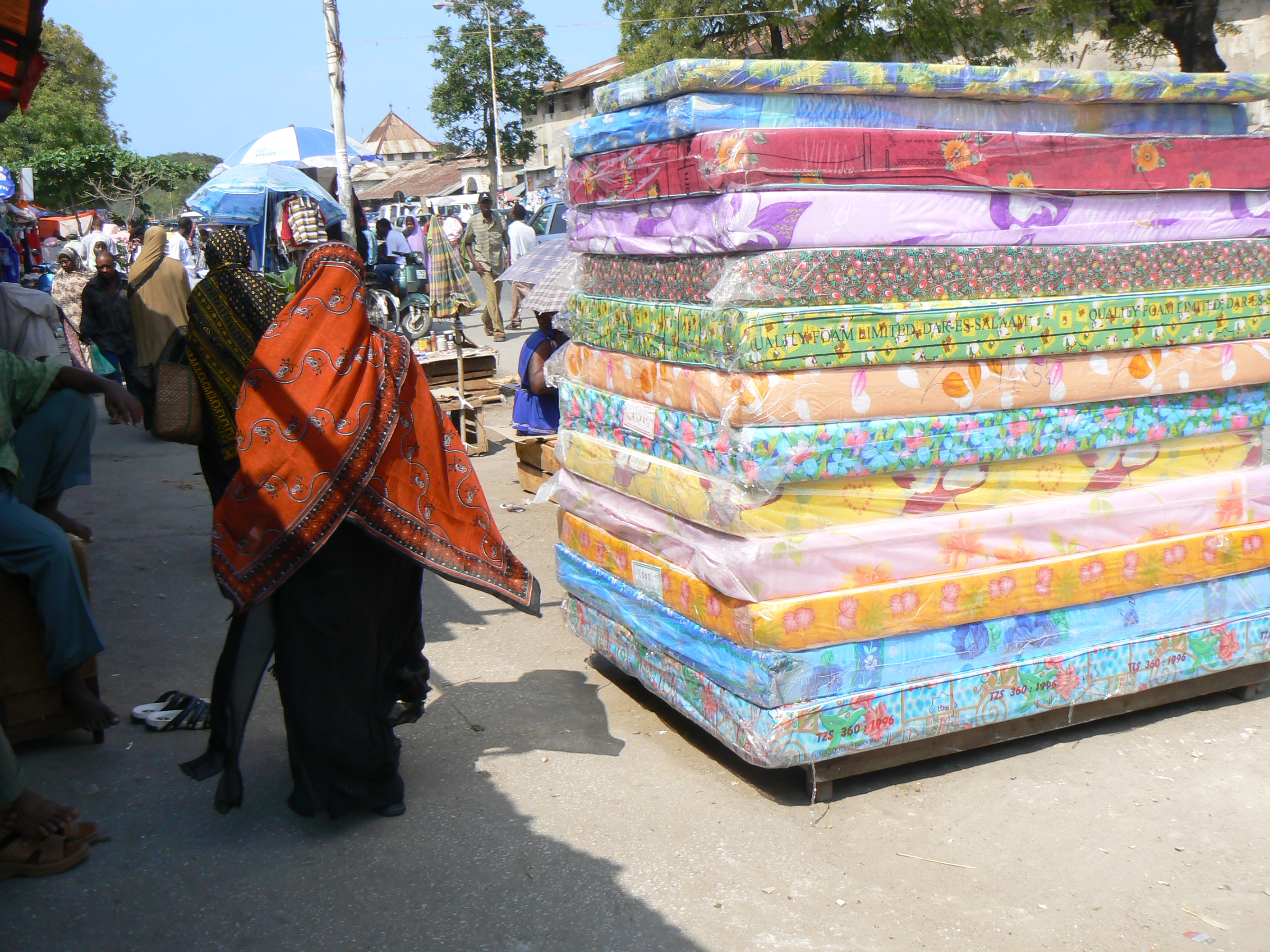
Venta de colchones en un mercado de Zanzíbar

Los colchones se venden principalmente en comercio especializado, tiendas de muebles y grandes superficies, aunque la tendencia creciente es la compra por Internet, ya que el consumidor cuenta con un periodo de prueba que le da confianza para probarlo durante varios días y comprobar así que realmente es apto para su descanso.
El principal canal de distribución de colchones son las tiendas de muebles y páginas web especializadas, en donde se produce la primera compra de mobiliario de dormitorio, junto con el colchón y, generalmente, realizando una inversión básica al tratarse de un complemento. Luego están las ventas de reposición cuando se cambia tan solo el colchón, que se produce en el resto de establecimientos invirtiendo más en salud y confort. El mercado se reparte a partes iguales entre la primera compra y la de reposición. En cuanto al comercio especializado, las tradicionales colchonerías han dado paso a establecimientos de gama alta en los que se encuentran camas eléctricas, ropa de cama, e incluso mobiliario del hogar. Otros canales de venta son hostelería e instituciones, que agrupa hospitales, centros penitenciarios y fuerzas armadas.

## Mantenimiento
Volteo y giro: Se recomienda voltear y girar el colchón de acuerdo con las instrucciones del fabricantes. De forma genérica la recomendación son 4 veces al año, uno por cada cambio de estación para que sea más fácil de recordar. Los volteos no solo deben ser de un lado a otro del colchón sino que también hay que realizar giros entre las zonas de pies y cabeza, de esta forma obtenemos:
- Lado 1 de cabeza a pies
- Lado 1 de pies a cabeza
- Lado 2 de cabeza a pies
- Lado 2 de pies a cabeza

De esta forma conseguimos que las fuerzas de presión que ejerce nuestro cuerpos sobre el mismo se repartan de forma equilibrada y evitemos que haya zonas más hundidas que otras, que con el paso del tiempo nos producirían molestias y acortarían la vida útil del producto.  Este volteo es siempre en referencia a colchones de dos caras, actualmente hay colchones en el mercado que solo disponen de una cara, por lo que nos se pueden voltear si no solo girar de pies a cabeza.  - Ventilación  Dependiendo del materia de nuestro colchón este puede ventilar mejor o peor, en general los colchones de muelles son los que mejor lo hacer. La ventilación es muy importante ya que durante la noche transpiramos una gran cantidad de agua que queda almacenada directamente en el colchón.  Dependiendo del material del que este compuesto, esta humedad tendrá más o menos capacidad de disipación, pero su acumulación con el tiempo terminara dañando los materiales del colchón y en casos extremos incluso afectar a nuestra salud por problemas de enmohecimiento.  La mejor forma de evitar estos problemas es tras levantarnos esperar entre 15-20 minutos para hacer la cama y disponer de una funda protectora transpirable e impermeable sobre el colchón.
Para un óptimo descanso se recomienda acudir a un especialista para testar el producto y conseguir aquel que permita una buena adaptación de la espalda.
Cambio de colchón: Muchas veces no nos damos cuenta del mal estado del colchón debido a que nos hemos ido habituado poco a poco a dormir en él, pero por lo general cuando comenzamos a descansar mal, dormir menos horas o empiezan a aparecer molestias y dolores corporales, llega la hora de cambiar el colchón. En cualquier caso la asociación española de fabricantes de muebles para el descanso ASOCAMA recomienda cambiar el colchón cada diez años.

## Fabricantes
Entre los principales fabricantes de colchones en España se encuentran las firmas Flex y Pikolin; así como La Premier, una marca de colchones de alta gama. En Chile, Rosen, CIC y Celta.